# Roberto Feletti
Roberto José Feletti (Buenos Aires, 22 de octubre de 1958) es un contador público y político argentino. Se desempeñó como secretario de Comercio entre 2021 e inicios del 2022 y como secretario de Política Económica y Planificación del Desarrollo de la República Argentina hasta su elección como diputado nacional por el distrito de la Ciudad Autónoma de Buenos Aires en las elecciones generales de 2011, por el Frente Para la Victoria.
Desde la asunción de su escaño, Feletti fue presidente de la Comisión de Presupuesto de la Cámara de Diputados de la Nación.
A partir del 20 de junio de 2021 forma parte del panel del programa de C5N, Caníbales.

## Biografía
Feletti nació en Buenos Aires el 22 de octubre de 1958. Hijo único de un comerciante y una ama de casa, fue educado en el seno de una familia católica practicante. Realizó sus estudios secundarios en el Colegio Pellegrini, habiendo egresado en 1976 y graduado como contador público en la Universidad de Buenos Aires, en 1982. Dos años más tarde, en 1984, obtuvo un posgrado en administración financiera en la misma casa de altos estudios. Feletti es divorciado y padre de tres hijos.

## Trayectoria política
Como contador público y administrador financiero, Feletti tiene una larga trayectoria en cargos técnicos en la administración pública. Entre 1991 y 1997 fue coordinador del área de estudios económicos del Instituto de Estudios sobre el Estado y Participación (IDEP), órgano dependiente de la Asociación de Trabajadores del Estado (ATE). Al año siguiente, fue nombrado director del Banco Ciudad, durante la administración municipal del FREPASO. Se desempeñó en este cargo hasta 2000. Fue entonces promovido a presidente de la misma entidad, puesto que ocupó hasta 2003.
Fue ministro de Infraestructura y Planeamiento de la Ciudad de Buenos Aires durante el segundo mandato del jefe de Gobierno Aníbal Ibarra. Más tarde, fue designado vicepresidente del Banco Nación, función que ejerció durante las presidencias de Néstor Kirchner y Cristina Fernández de Kirchner, entre 2006 y 2009.
También en 2006, fue designado como representante de la Argentina en el Grupo de Trabajo sobre Integración Financiera (GTIF) de la Unión de Naciones Suramericanas (UNASUR), grupo que tenía por objetivo elaborar el documento fundacional del Consejo Suramericano de Economía y Finanzas de dicho organismo. Finalmente, el 12 de agosto de 2011, el GTIF elevó a los ministros y presidentes de los bancos centrales de los doce países que conforman UNASUR el documento mediante el que se oficializó la constitución del Consejo.
En 2009, la presidenta Cristina Fernández de Kirchner nombró a Amado Boudou como ministro de economía y a Roberto Feletti como Secretario de Política Económica y Planificación del Desarrollo, cargo que ocupó hasta ser electo diputado nacional en 2011.
Al anunciar su intención de formar parte de los directores de las 42 empresas de la Bolsa de Comercio de Buenos Aires en las que el Estado nacional posee una participación significativa, en 2011, le cupo a Feletti representar a la Nación como director del Banco Macro. Pocos meses después de este nombramiento, fue propuesto como primer precandidato a diputado nacional para las Elecciones Primarias Abiertas y Obligatorias del 14 de agosto de 2011 por el distrito de la Ciudad Autónoma de Buenos Aires, en las listas del Frente para la Victoria. Con el triunfo de este partido en dichas elecciones, fue confirmado como primer candidato para las elecciones generales realizadas el 23 de octubre de ese mismo año, siendo una vez más electo. A partir de su llegada al Congreso, fue designado al frente de la Comisión de Presupuesto de la Cámara de Diputados, ocupando un rol sensible dadas las complicaciones que suelen involucrar, año tras año, la aprobación de los presupuestos propuestos por el Gobierno nacional en la cámara baja.
Se lanzó como precandidato a jefe de gobierno de la Ciudad de Buenos Aires el 3 de marzo de 2015, pero en ese mismo mes como presidente del Partido de la Victoria de la Ciudad de Buenos Aires manifestó su apoyo a la precandidatura de Mariano Recalde. Concluyó su mandato de diputado nacional en diciembre de 2015. Fue el secretario de Economía y Hacienda del partido de La Matanza durante la intendencia de Verónica Magario (2015-2019). Desde diciembre de 2019 desempeña el cargo de secretario administrativo del Senado de la Provincia de Buenos Aires bajo la presidencia del cuerpo a cargo de la vicegobernadora Verónica Magario.

## Pensamiento económico
Roberto Feletti es un defensor del «nacionalismo popular» o la profundización de la política económica propuesta por Juan Domingo Perón Adhiere a la aplicación de políticas anticíclicas y a la intervención estatal en la economía como factor de equilibrio frente a los avatares del capitalismo globalizado. Sostiene, en este sentido, que es necesaria «una política fiscal expansiva y sustentable, en la que la inversión pública opera como un factor de sostenimiento de la demanda interna, con progresividad tanto en la recaudación como en la asignación del gasto» y que el superávit fiscal y el superávit comercial brindan solvencia frente a la volatilidad de los mercados internacionales. Afirma que esto permite que la política económica sea decidida por el Estado en forma autónoma y permite también mitigar los efectos de las crisis cíclicas, además de afirmar que la Argentina tiene la capacidad de reemplazar demanda externa por demanda interna para sostener el crecimiento y proteger a los argentinos de los vaivenes de la economía mundial.
Es precisamente en el incentivo al consumo interno propuesto por el kirchnerismo donde la ideología de Feletti se expresa con más claridad. Este incentivo a través de políticas fiscales, monetarias y crediticias es el que, en su opinión, le da estabilidad al sistema. Opina que es preciso profundizar «el paquete keynesiano», equilibrando la caída de las exportaciones con mayor consumo interno y la disminución de la inversión privada con mayor inversión pública. En ambos casos se requiere una combinación de recursos fiscales y monetarios que sólo puede alcanzarse sosteniendo la actual política de retenciones, profundizando el control de la oferta de divisas y adaptando la disponibilidad de crédito al tiempo presente.
Respecto a las nacionalizaciones de empresas en los sectores clave de la economía, como en el caso de la petrolera YPF, que se encontraba en manos de la española Repsol y fue repatriada por el gobierno de Cristina Fernández de Kirchner, Feletti opina que no existe la posibilidad de la aplicación de políticas de nacionalizaciones masivas, aunque consideró que la expropiación YPF fue «para garantizar un insumo crítico como es el petróleo. Se empieza a priorizar la repatriación de utilidades». En su opinión, el modelo no tiene por qué ser excluyente y no todo necesariamente lo tiene que hacer el Estado argentino.

### Política monetaria
Feletti suele resaltar la importancia de la moneda nacional para la independencia económica del país y ha combatido la fuga de capitales tanto como Secretario de Política Económica y Planificación del Desarrollo como en su actual rol en la presidencia de la Comisión de Presupuesto de la Cámara de Diputados. También defiende la política de disponer de una porción de las reservas para pago de deuda y gastos de capital.
Sobre la decisión política del Gobierno nacional de imponer restricciones a las operaciones en moneda extranjera en el país, Feletti sostiene que es en el sentido de desvincular al sector externo de la política monetaria y que estas políticas deberán durar hasta que se logre la completa pesificación de la economía, es decir, que hasta el peso se convierta en una moneda de reserva de valor significativo en el contexto internacional. Según el diputado, lo que se quiere es estimular el ahorro en pesos. Además, recordó que estos instrumentos de política monetaria están presentes en muchos países del mundo. Según el diario Clarín el ritmo de salida de capitales bajó a 3.600 millones de dólares de enero a junio de 2012.

Por lo demás, defendió los lineamientos del Presupuesto y afirmó que «no hay nada para que alguien esté preocupado para el futuro» y que dicho presupuesto se inscribe en una política que ha traído bienestar al pueblo. «No es un Presupuesto cuyos números se definan en las oficinas del Fondo Monetario Internacional sino que ha sido definido por los argentinos para los argentinos».
El diputado sostiene que estamos «en un momento de fricción y, lentamente, se va a ir a un sostenimiento de la compra y venta de inmuebles sobre instrumentos que pueden ser los pesos o cédulas hipotecarias (no los dólares, como ocurre en la actualidad) y el ahorro se va a seguir canalizando. La propiedad en Argentina va a seguir estando y lo que se va a tener que buscar son mecanismos en los cuales el ahorro se canalice en la propiedad, que no necesariamente tienen que ver con moneda extranjera».